# Вауг Корнуолльский
Вауг Корнуолльский (ум. 585) — отшельник, архиепископ. Святой Католической церкви, память 15 июня.
Св. Вауг (Vauge) был священником в Арма (Armagh), Ирландия. Он отправился в Пенмарк, Бретань, где, вероятно, был поставлен архиепископом. Он построил себе уединённую келию, но не жил наедине с собой. Он часто проповедовал местным жителям и насаждал идею христианского совершенства в их сердцах. Святой Вауг отошёл ко Господу 15 июня. Он был покровителем Лланливери в Корнуолле, где он известен под именем святого Вореха (Vorech).